# 凯斯特雷克
凯斯特雷克（法語：Questrecques）是法国北部-加来海峡大区加来海峡省的一个市镇，属于滨海布洛涅区萨梅尔县。该市镇2009年时的人口为307人。

## 人口
凯斯特雷克人口变化图示
| 数据来源：INSEE |